# Ely
Ely je město nacházející se na východě hrabství Cambridgeshire v regionu Východní Anglie 103 kilometrů severovýchodně od londýnského Charing Cross. Město je atraktivní pro velké množství zachovalých historických budov lemujících křivolaké, obchody obležené uličky. Každý čtvrtek a sobotu jsou zde pořádány trhy. Město bylo do 18. století významným přístavem do té doby, než byly vysušeny okolní bažiny.

## Historie

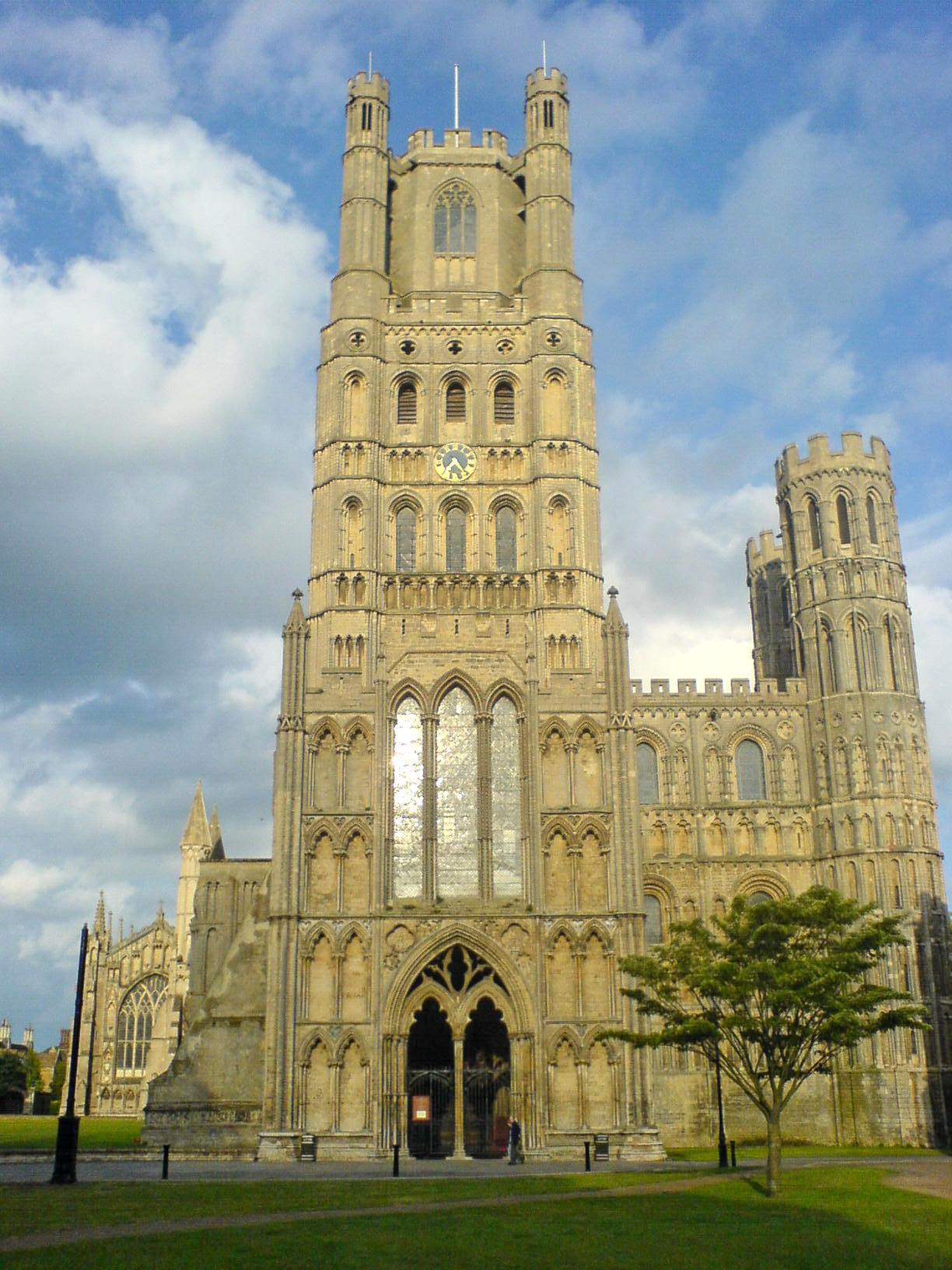
Katedrála v Ely

Uvádí se, že Ely odvozuje své jméno ze slova eel (anglicky úhoř) a přípony -y nebo -ey znamenající ostrov, tedy „ostrov, kde je mnoho úhořů“. Toto tvrzení může odpovídat skutečnosti, protože Ely se nachází na ohraničené oblasti (Isle of Ely) v močálech, které byly v minulosti bažinaté a byl zde bohatý výskyt úhořů.
Historie města se odvíjí od založení opatství roku 673 asi dva kilometry na sever ve vesnici Cratendune, pod patronací sv. Æthelthryth, dcery východoanglického krále Anny. Opatství bylo zbořeno roku 870 dánskými nájezdníky a jeho obnova byla zahájena až po více než sto letech. Město bylo do roku 1071 jedním z posledních míst pod správou Anglosasů po ovládnutí Anglie Normany pod vedením Viléma I.
Velkolepá katedrála v Ely, kostel Svaté trojice, je také znám jako Loď v bažinách pro viditelnost její věže z velké vzdálenosti, jež tvoří dominantu nížinné mokřinné oblasti nazývané Fens. Diecéze byla v Ely založena roku 1108. Stavba katedrály byla zahájena Vilémem I. roku 1083 a byla dokončena až roku 1351. Důvodem tak dlouhé doby její výstavby bylo zhroucení hlavní věže roku 1322, která pak byla znovu postavena v osmiúhelníkovém profilu. Biskupství v Ely bylo ustaveno roku 1109. Město se účastnilo selské vzpoury roku 1381.
Oliver Cromwell bydlel v Ely po několik let poté, co byl jmenován místním výběrčím daní roku 1636. Jeho původní dům pochází ze 16. století a je v současné době využíván jako turistická informační kancelář a muzeum s několika místnostmi zachovanými ve stylu používaném Cromwellem.
Ely bylo neformálně považováno za město, protože zde sídlila diecéze a tento status byl potvrzen královskou chartou roku 1974. S počtem obyvatel 15 102 v roce 2001 je Ely třetím nejmenším městem Anglie (po Wellsu a City of London) a šesté nejmenší ve Velké Británii (menší jsou ještě St Davids, Bangor a Armagh).
Ely je nejbližší město, které se pyšní katedrálou, u Cambridge, které svou vlastní katedrálu nemá a patří do diecéze Ely. Tato diecéze se rozprostírá asi na 4 000 kilometrech čtverečních a zahrnuje asi 610 000 obyvatel (1995) a 341 kostelů. Patři do ní hrabství Cambridgeshire (s výjimkou tří obcí na jihu), západní část Norfolku a několik obcí v Peterborough a Essexu a jedna z Bedfordshire.

## Doprava
Železniční stanice v Ely se nachází na Fen Line a je důležitou dopravní železniční křižovatkou se spojením do Cambridge, Londýna, Letiště Stansted, Ipswiche, Marchu, Peterborough, Nottinghamu, Manchesteru, Birminghamu, Liverpoolu a Norwiche.

## Sport
Řeka protékající městem je populárním místem pro veslování a existuje zde velká loděnice. Tým Cambridgeské univerzity má na jejím břehu svou vlastní loděnici a na řece trénuje pro pravidelné veslařské závody s týmem Oxfordské univerzity. Tento závod se v roce 1944 konal na řece Great Ouse nedaleko Ely. Jednalo se o jediný případ v historii tohoto závodu, kdy místem utkání nebyla řeka Temže.

## Partnerská města
- Ribe, Dánsko